# Delta del Laitaure

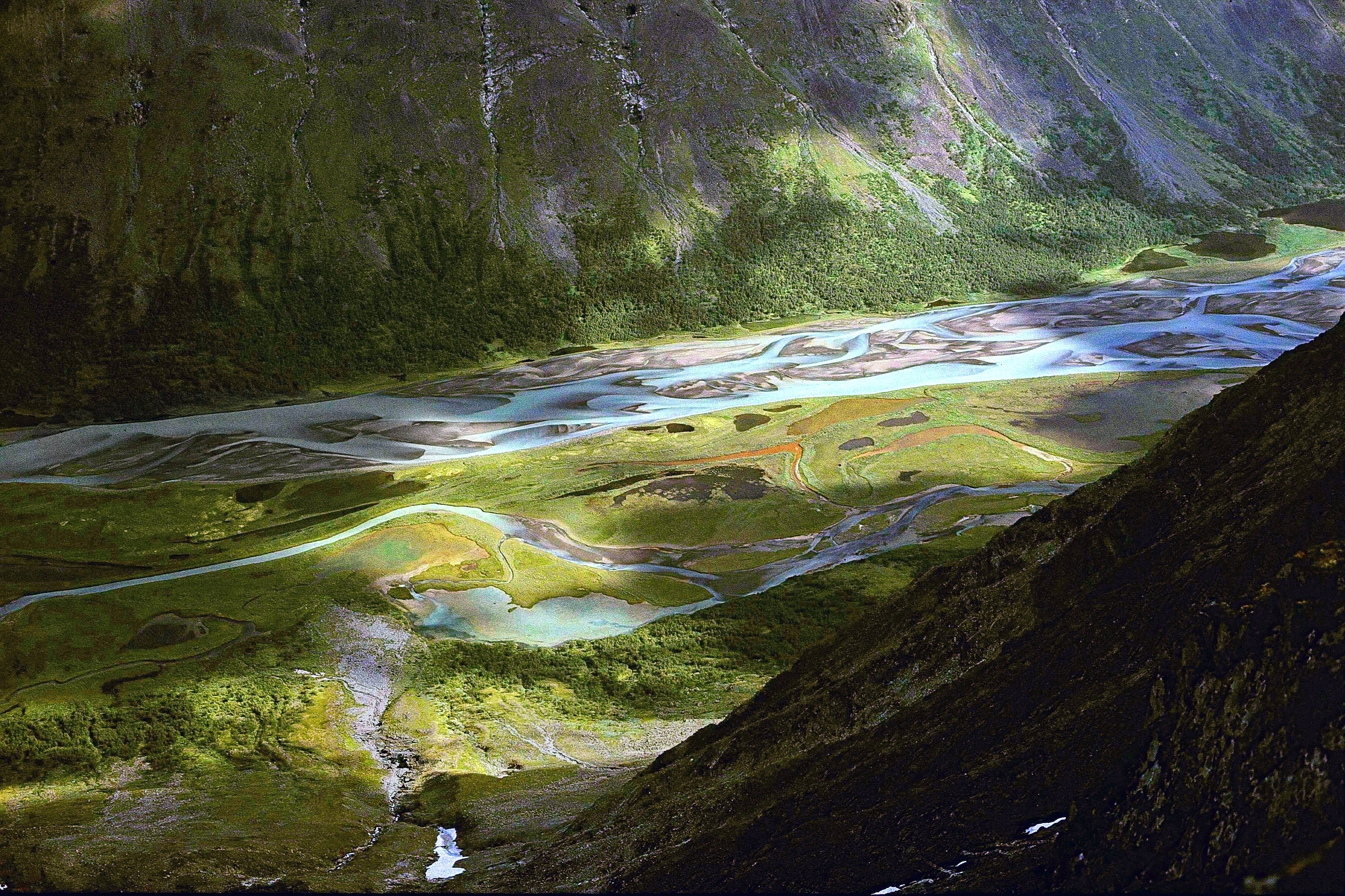
Tramo final del río Rapaätno, ejemplo de río anastomosado

El delta del Laitaure es un delta fluvo-lacustre de Suecia localizado imediatamente al sur del parque nacional de Sarek, formado por el desagüe del río Rapaätno en el lago Laiture. El tamaño del delta es de aproximadamente 7 por 2 kilómetros y la altitud sobre el nivel del mar es de aproximadamente 490 metros. El tramo final del delta es un perfecto ejemplo de río anastomosado. El mirador más visitado es la montaña Skierfe, a la que se puede llegar con relativa facilidad desde las cabañas de STF en Aktse, junto a Kungsleden.
El 5 de diciembre de 1974, en la primera declaración de sitios Ramsar del país, 4316 ha  (n.º ref. 30) del área del lago Laiture, incluido el delta, fueron protegidas:  «El sitio consiste en el delta natural del río Rapa y un lago de agua dulce ubicado entre las montañas del parque nacional Sarek y una zona de bosques de coníferas.»
El delta está situado entre dos zonas protegidas, el propio parque nacional de Sarek (establecido en 1909) y la reserva natural de Ultevis fjällurskog (establecida en 2000).

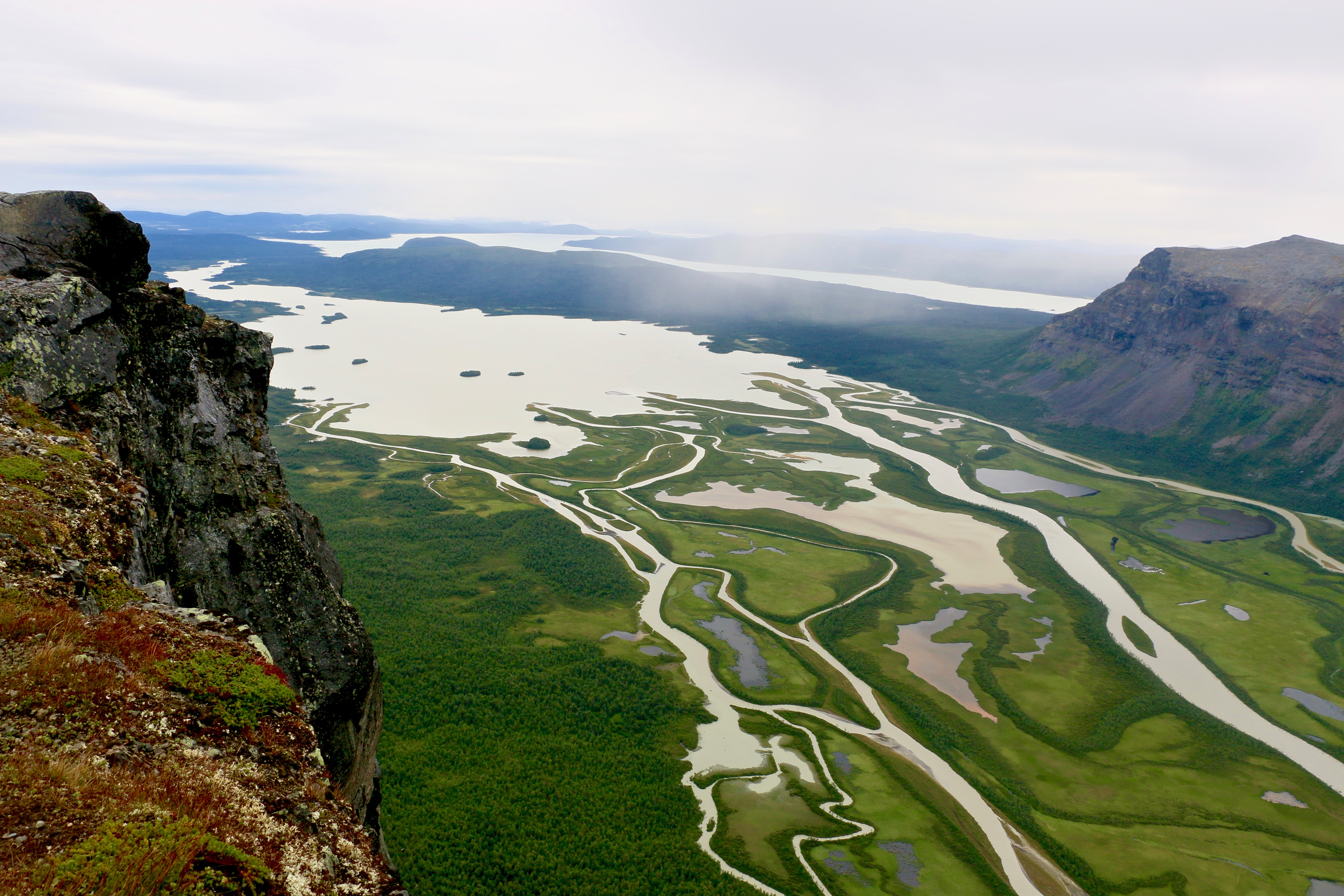
Delta del Laitaure y lago Laitaure
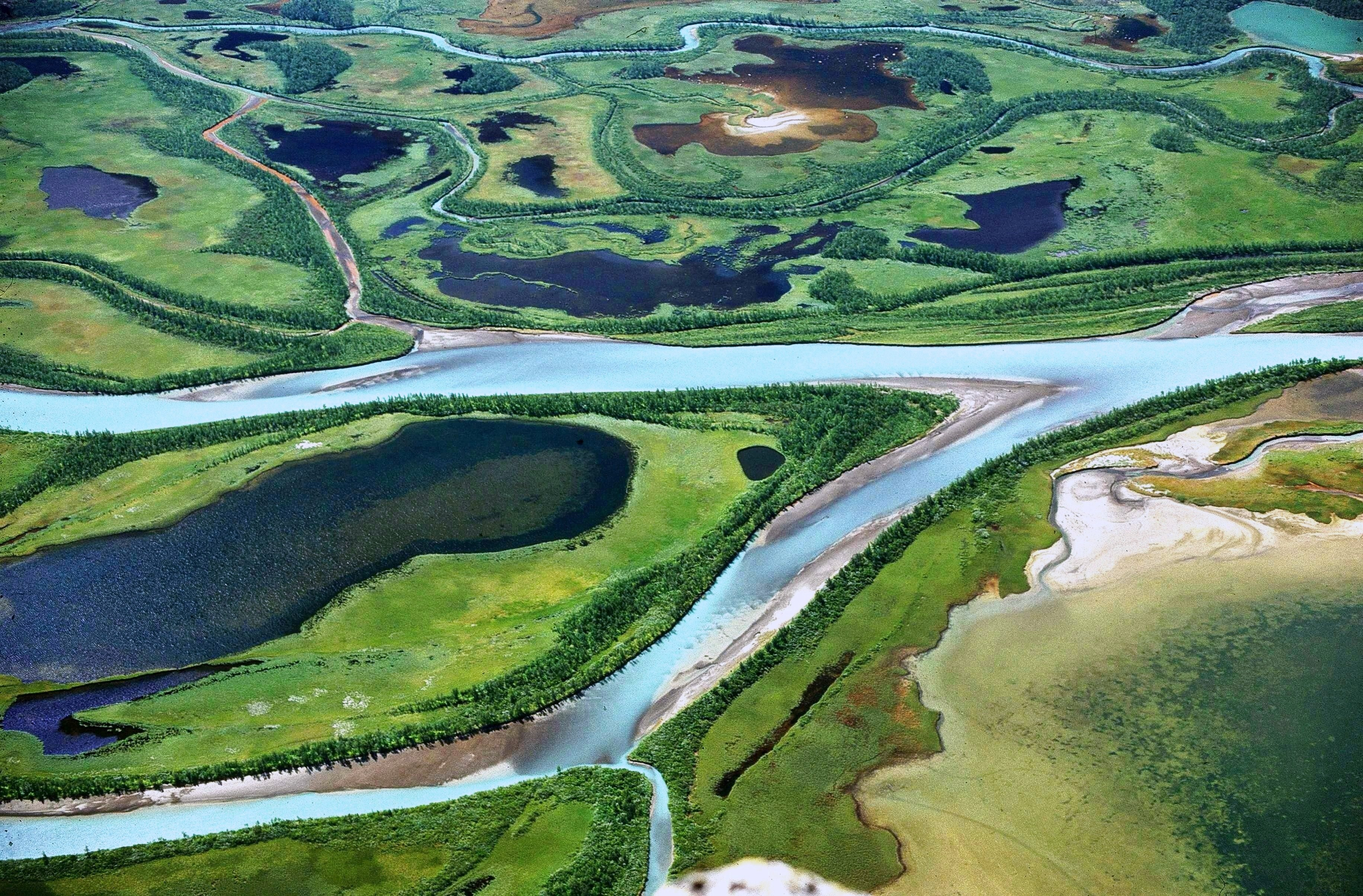
Parte media del delta visto desde Skierfe
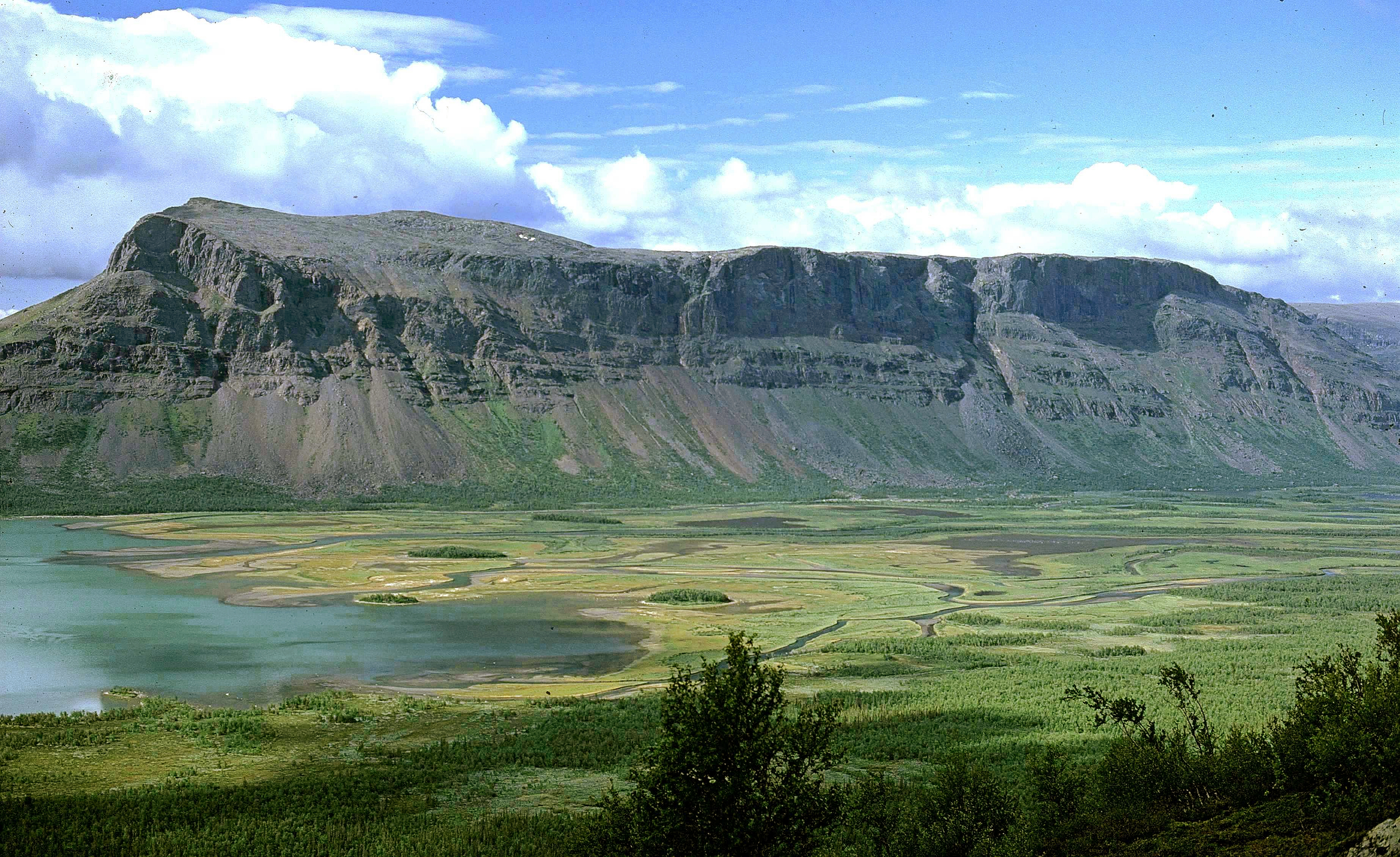
Berget Tjakkeli por el delta del Laitaure
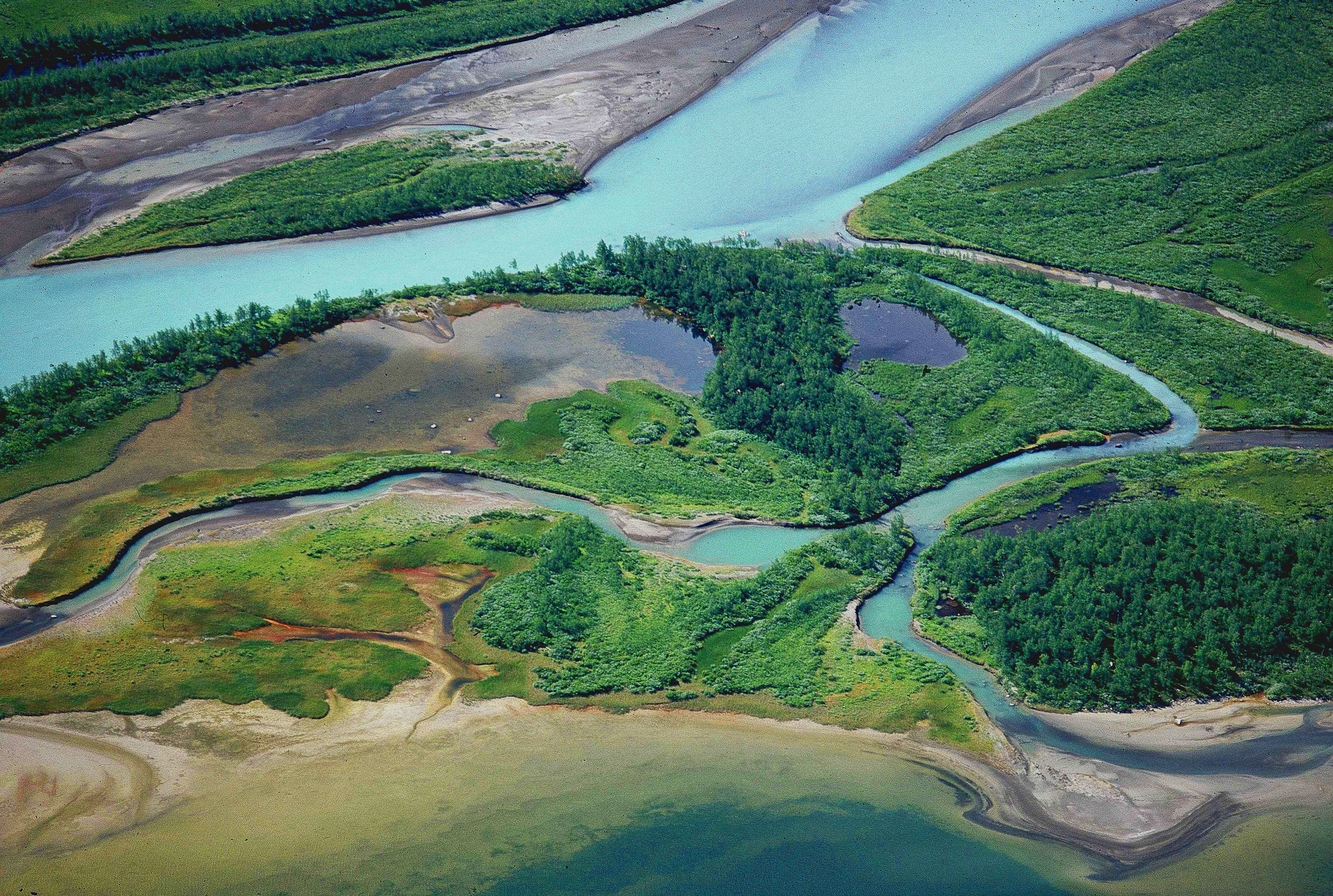
Detalle del delta